# 纳拉泰市镇
纳拉泰市镇（俄语：Наратайское муниципальное образование）是俄罗斯联邦伊尔库茨克州奎屯区所属的一个市镇。其下辖有个居民点，行政中心为纳拉泰。据2016年统计，该市镇的人口为207人。